# Алі ібн аль-Хаввас
Алі ібн Німа ібн аль-Хаввас (араб. علي بن نعمة بن الحواس; д/н — 1067) — емір Агрігентської тайфи в 1053—1067 роках.

## Життєпис
Ймовірно мав берберське походження. У 1044 році разом з іншими каїдами повстав проти Хасана II, еміра Сицилії. Поступово став самостійним. 1053 року прийняв титул еміра після втечі Хасана II на Мальту.
Уклав союз з Мухаммедом ібн Тумною, еміром Сиракуз. Втім у 1060 році до Алі втекла його сестра Маймуна — дружина Тумни. Останній став вимагати повернення втікачки, але емір Агрігенту відмовив. Це призвело до війни, в якій Алі завдав рішучої поразки супротивникові у битві біля Каср-Янні. Внаслідок цього під владою Алі опинилася західна і центральна Сицилія. Невдовзі він захопив Мессіну з північно-східною частиною острова, під владою Ібн Тімни залишилися лише Катанія і Сиракузи. Палермо також визнало владу Ібн аль-Хавваса, але там фактично повернулася до влади знать і духовенство.
Ібн Тумна у відповідь 1061 року уклав союз із Рожером і Робертом Отвілями. З цього почалися норманські походи до Сицилії. Спочатку нормани Рожера Отвіля захопили Міли і Рометту. У битві біля Мессіни військо Алі зазнало поразки, але здобути саме місто ворогові не вдалося. Втім уже у травні того ж року Рожер Отвіль раптовим ударом зайняв Мессіну, що перетворилася на базу норманів.
Згодом Ібн аль-Хаввас опинився в облозі в Каср-Янні. Ворог сплюндрував околиці Агрігента. Зрештою сам емір зазнав поразки від норманів у битві біля Енни, але не дозволив супротивнику захопити це місто. У 1062 році війна проти Рожера Отвіля і Ібн Тумни тривала. Останній відібрав в Алі місто Петралію. За цим місцеві греки Тройни здали норманам своє місто. Але вже невдовзі греки повстали, запросивши військо Алі повернути собі місто. Втім тривала облога Рожера Отвіля в Тройні завершилася поразкою мусульман.

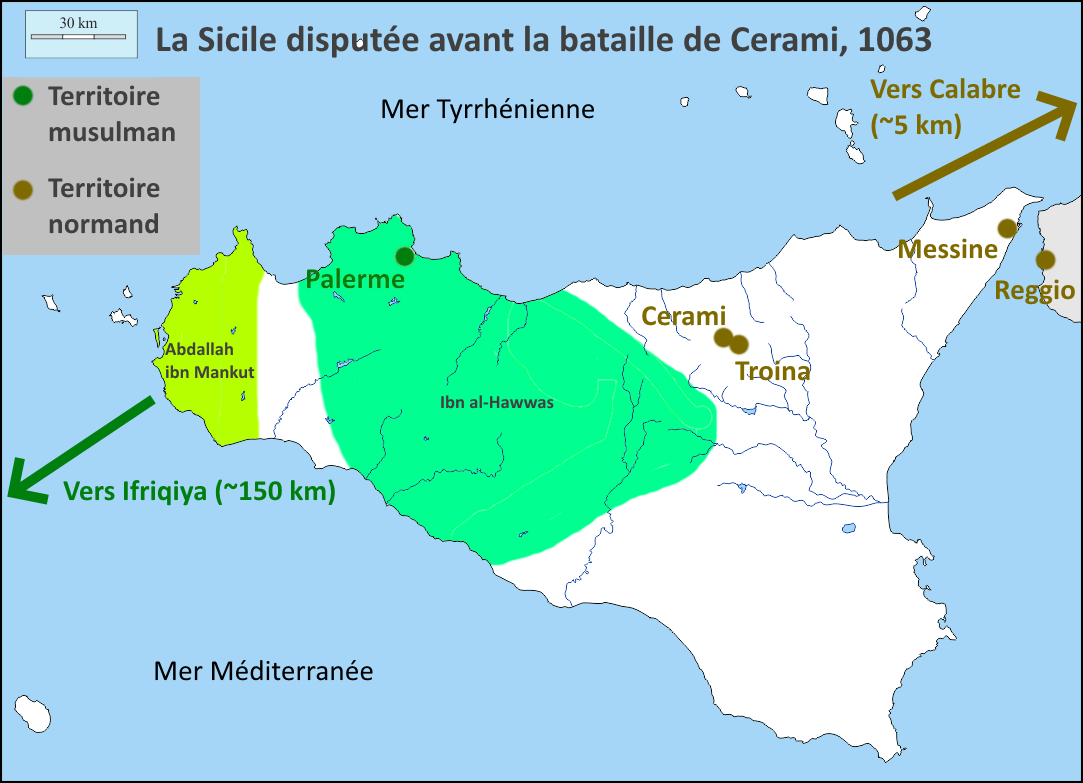
Володіння Алі ібн аль-Хавваса у 1063 році (позначено зеленим кольором)

. У 1063 році звернувся по допомогу до Зірідів, емір яких Тамім ібн аль-Муїзз відправив військо і флот на чолі з синами Алі та Айюбом. У битві біля Черамі (неподалік від Тройни) Ібн аль-Хаввас спільно з Зірідами Алі та Аюбом атакував норманів Рожера Отвіля, але зазнав цілковитої поразки. Внаслідок цього Ібн аль-Хаввасом було втрачено Східну Сицилію. Водночас пізанський флот спробував захопити Палермо, але невдало, натомість сплюндрував його околиці.
У 1064 році намагався підкорити Драпані, але зустрів опір еміра Абдаллаха ібн Манкута. Цим протистоянням скористався Аюб ібн Тамім, що спробував об'єднати Сицилію під своєю владою. У війні з ним Ібн аль-Хаввас загинув у 1067 році.